# Tillandsia 'Burnt Fingers'
Tillandsia 'Burnt Fingers' es un cultivar híbrido del género Tillandsia perteneciente a la familia Bromeliaceae.
Es un híbrido creado con las especies Tillandsia didisticha × Tillandsia duratii.